# Galerie de peintures Sava Šumanović
La galerie de peintures Sava Šumanović (en serbe cyrillique : Галерија слика „Сава Шумановић“ ; en serbe latin : Galerija slika „Sava Šumanović“) est située à Šid, dans la province de Voïvodine, en Serbie. Elle est inscrite sur la liste des monuments culturels de grande importance de la République de Serbie (identifiant no SK 1360).

## Présentation

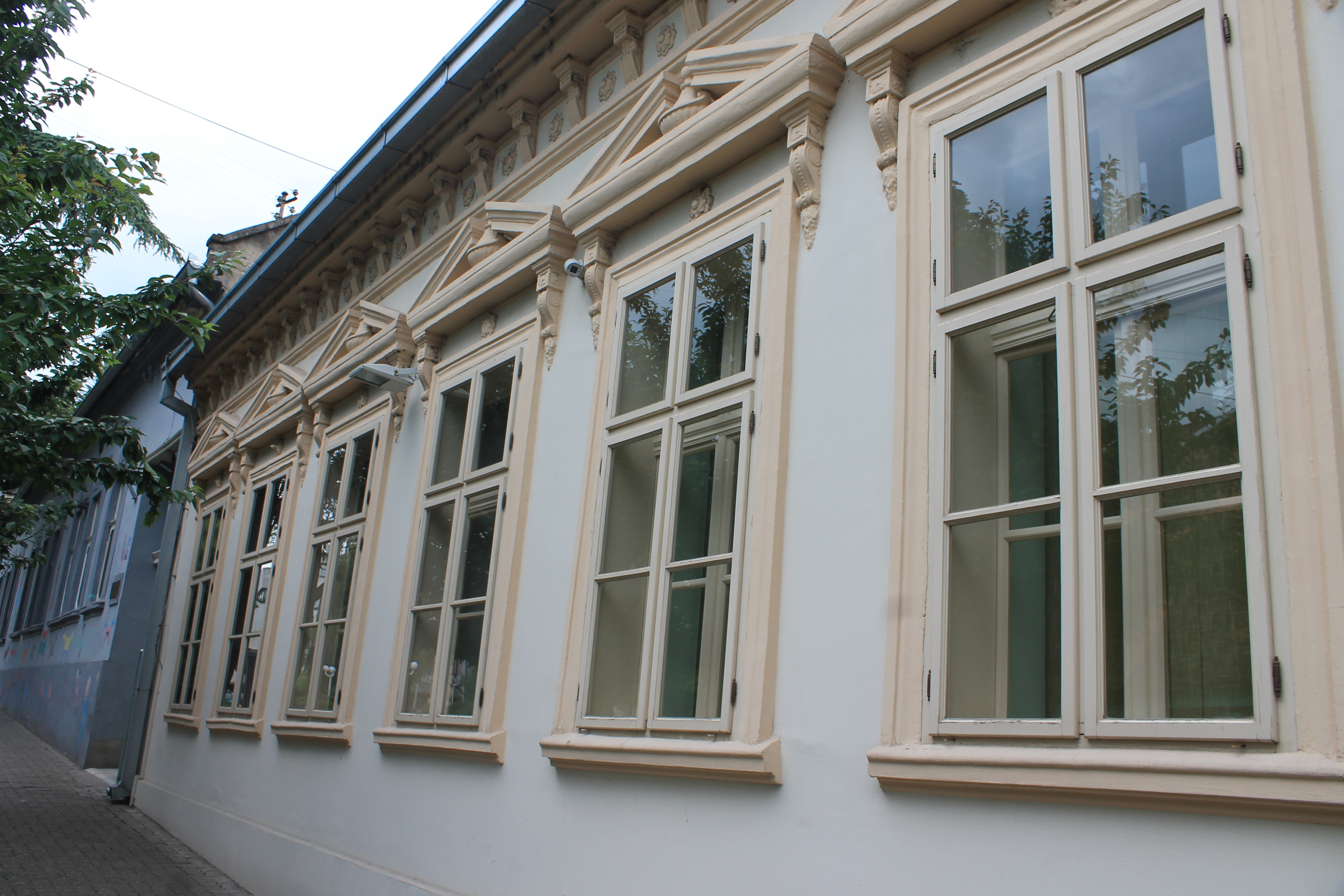
Le bâtiment de la galerie.

La maison, constituée d'un simple rez-de-chaussée, est exemplaire d'une riche maison urbaine du XIXe siècle. Son plan prend la forme de la lettre cyrillique « Г ». Comme les autres maisons de cette époque, un traitement particulier a été réservé à la façade sur rue. Cette façade est dotée de neuf fenêtres disposées régulièrement et surmontées de frontons moulurés reposant sur des consoles ; sous le toit à deux pans recouvert de tuiles court une frise profilée avec des consoles et des roses décoratives. Le grand portail d'entrée en bois se distingue aussi par sa décoration ; il est orné de médaillons avec une tête de lion et de motifs floraux.
La maison a appartenu à la famille du peintre Sava Šumanović, qui figure sur la liste des 100 Serbes les plus éminents de l'histoire établie par l'Académie serbe des sciences et des arts. En 1952, la maison a été transformée en galerie de peinture consacrée à Šumanović. En 1985, l'espace d'exposition a été entièrement revu selon un projet de l'architecte Ivan Antić.

## Galerie
La galerie a été fondée en 1952 à l'initiative de Persida Šumanović, la mère du peintre.
La galerie abrite un fonds de 417 œuvres, dont 350 huiles sur toile et 67 esquisses réalisées selon des techniques diverses (dessin, pastel, aquarelle, tempera). La plupart des peintures datent de la dernière période de la création du peintre, celle de Šid ; d'autres œuvres ont été rapportées par l'artiste de Paris.

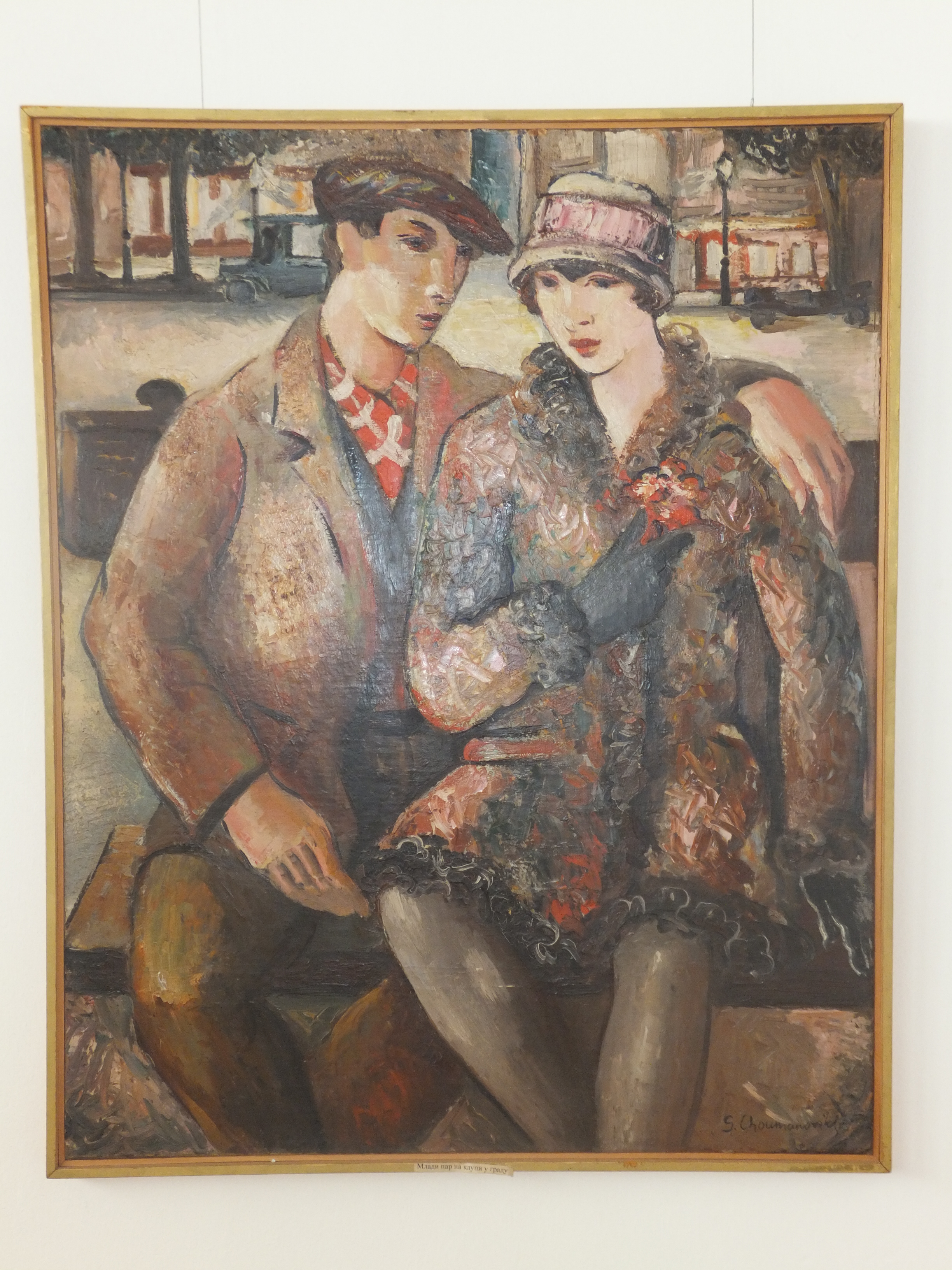
Jeune Couple sur un banc en ville, 1929
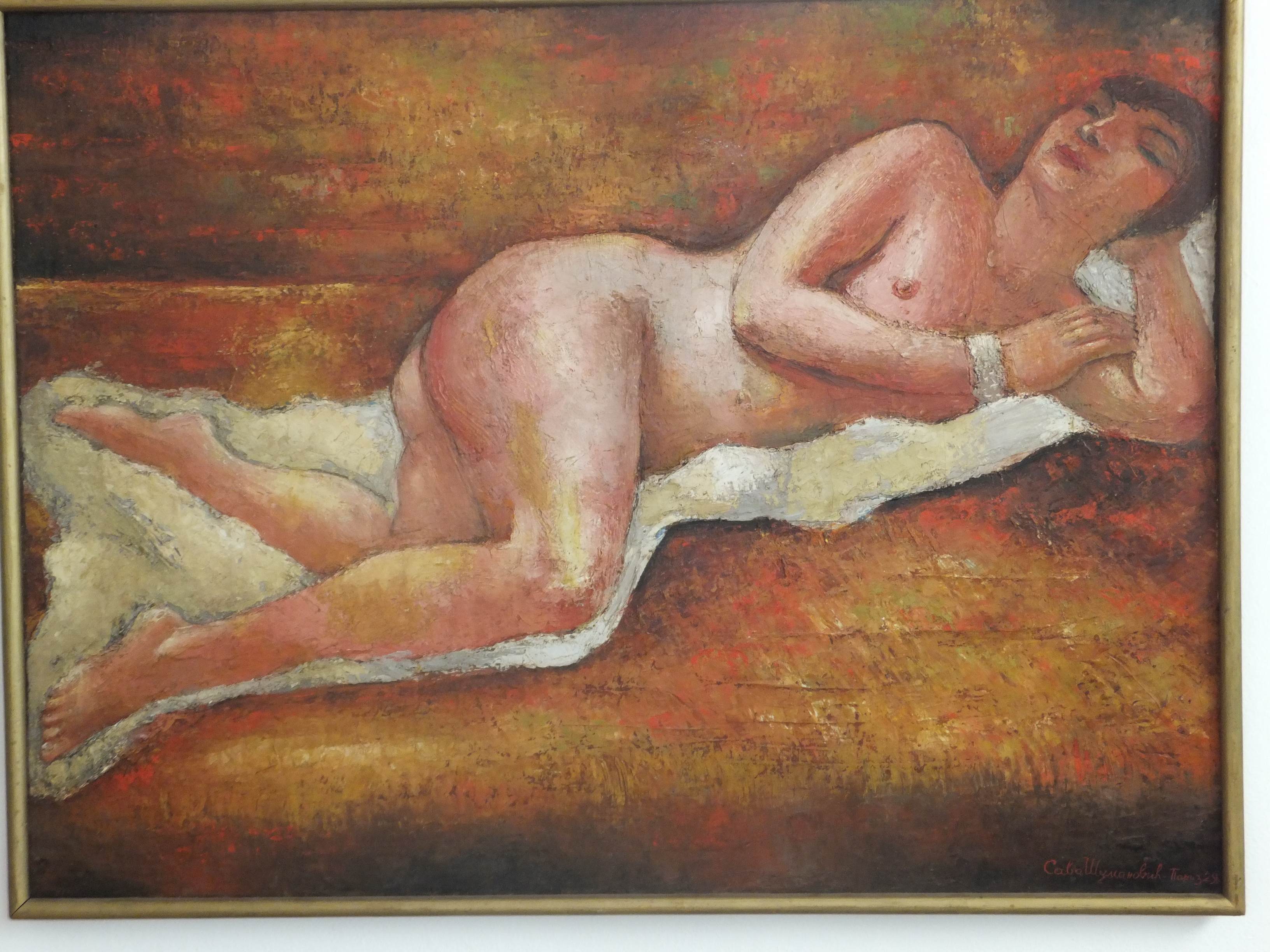
Le Matin (Femme nue allongée), 1929
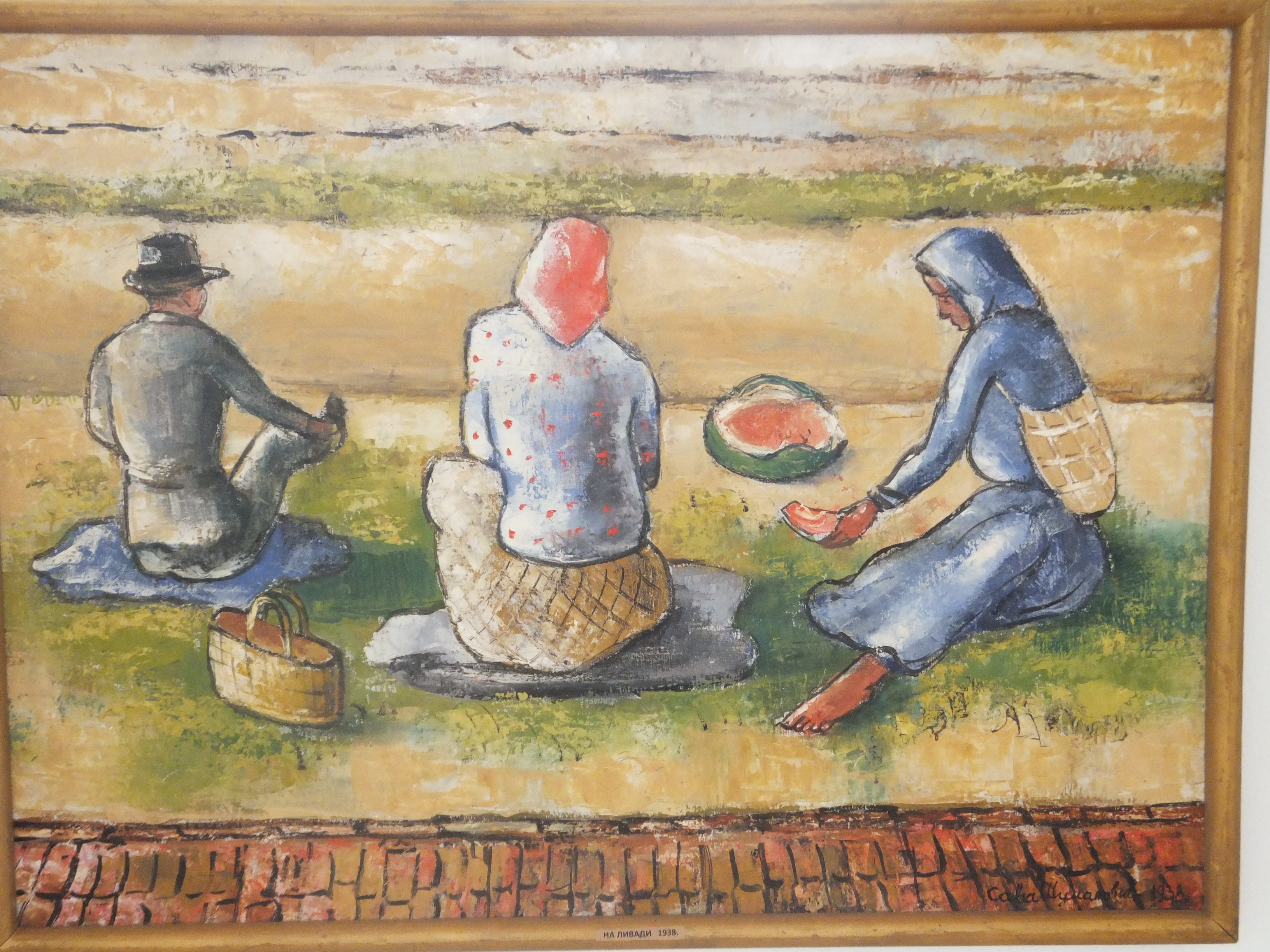
Dans la prairie
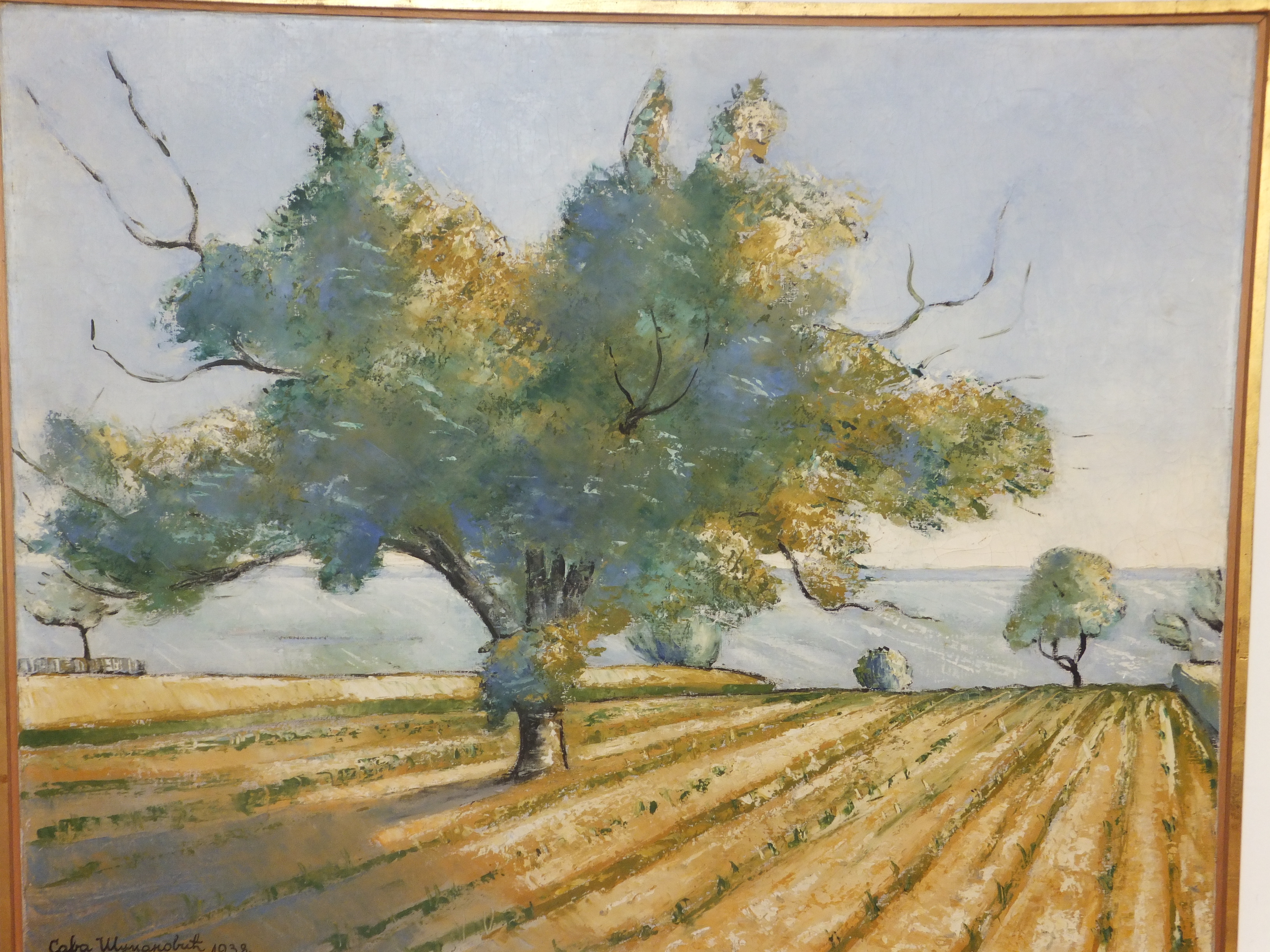
Vieux cerisier
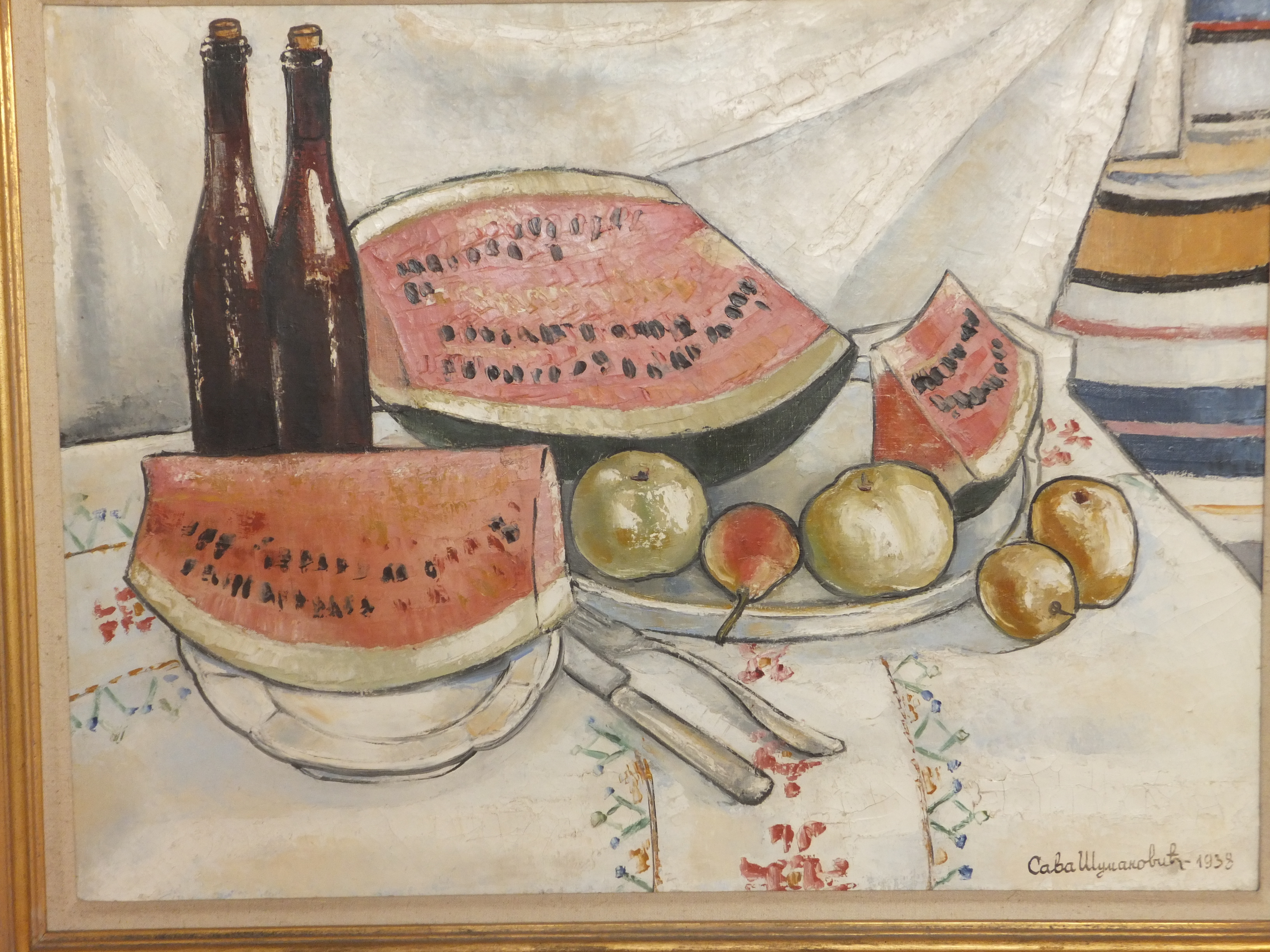
La Pastèque (Nature morte)
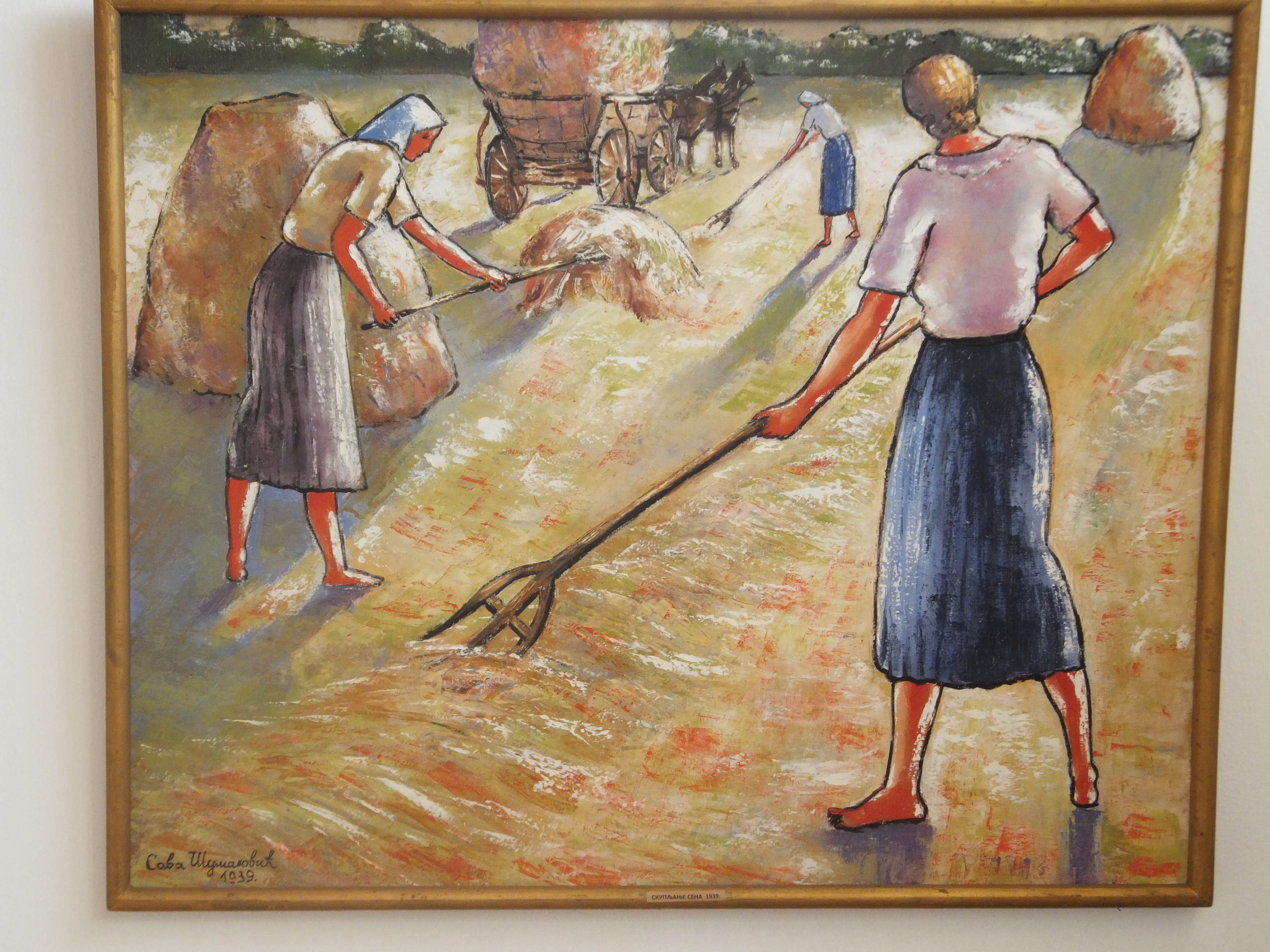
La Fenaison
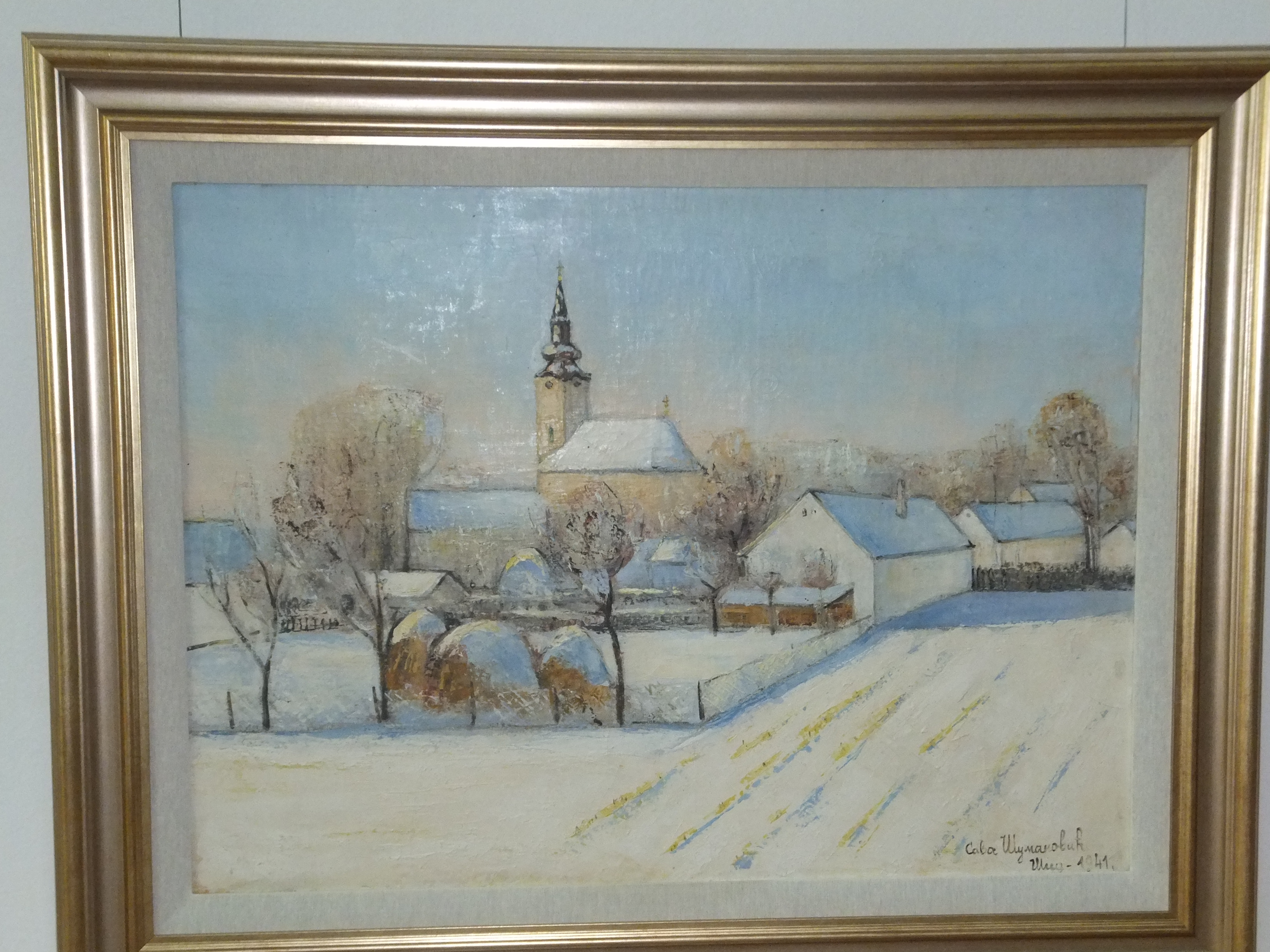
Šid en hiver
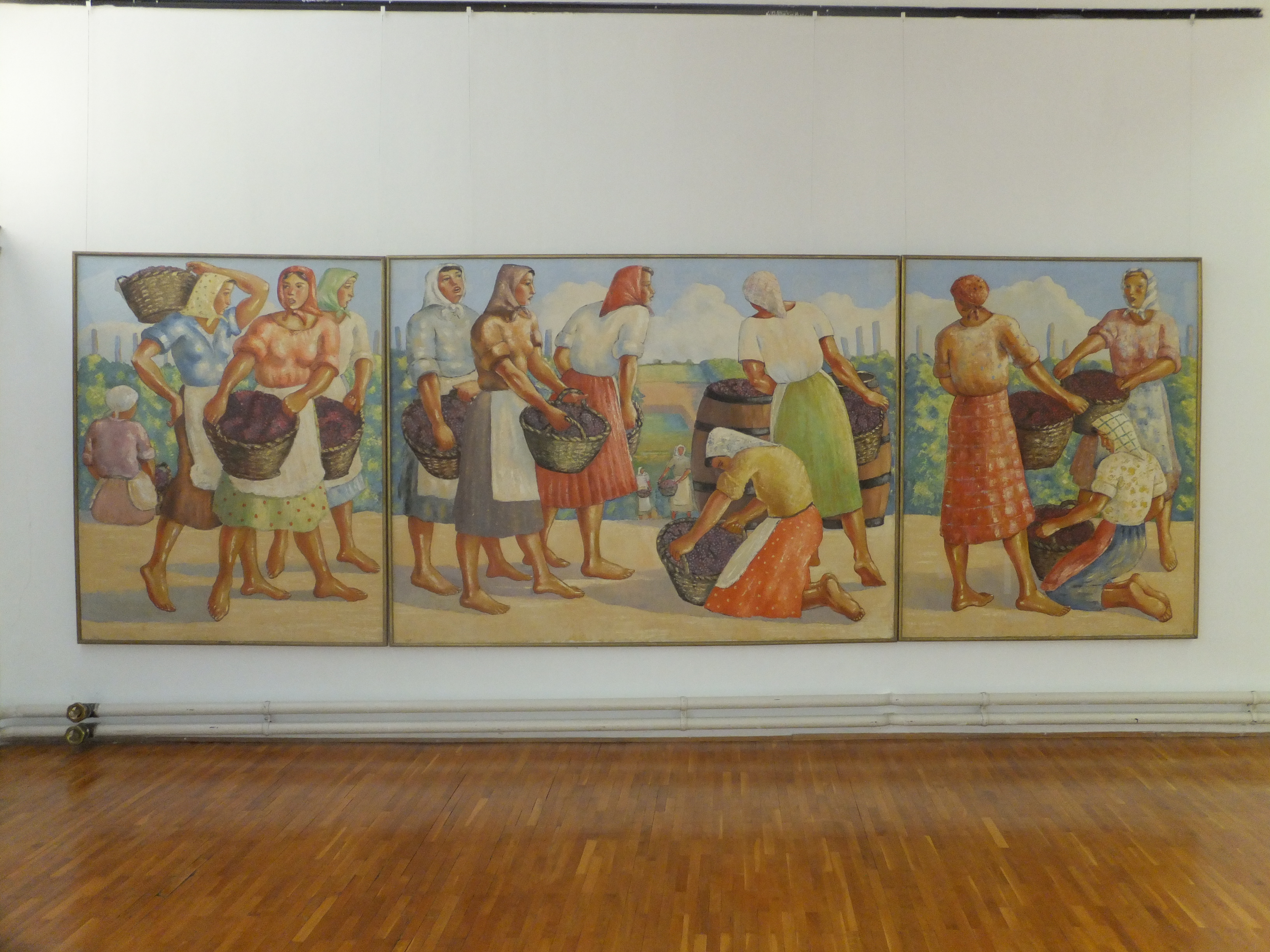
Triptyque, 1942
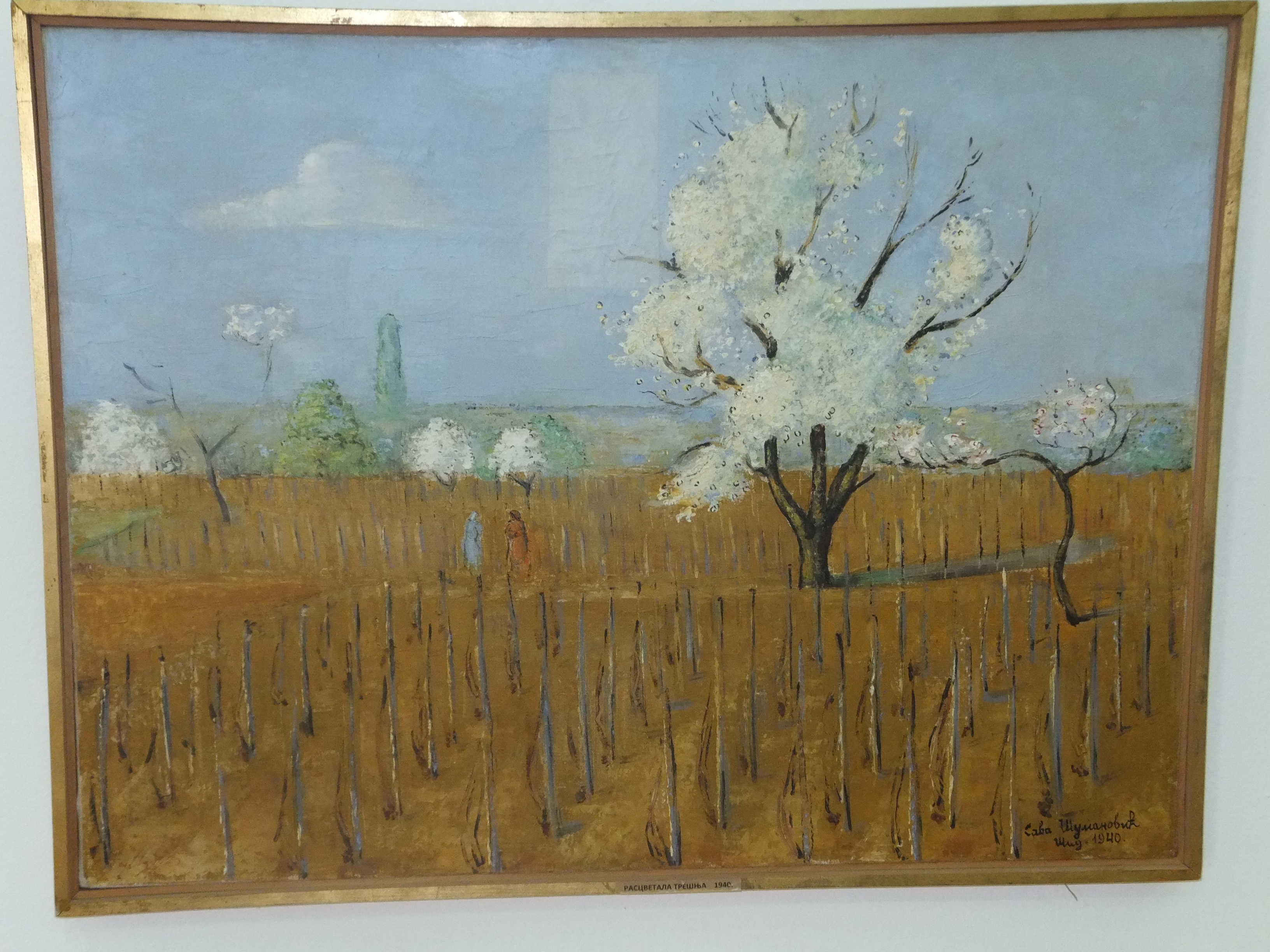
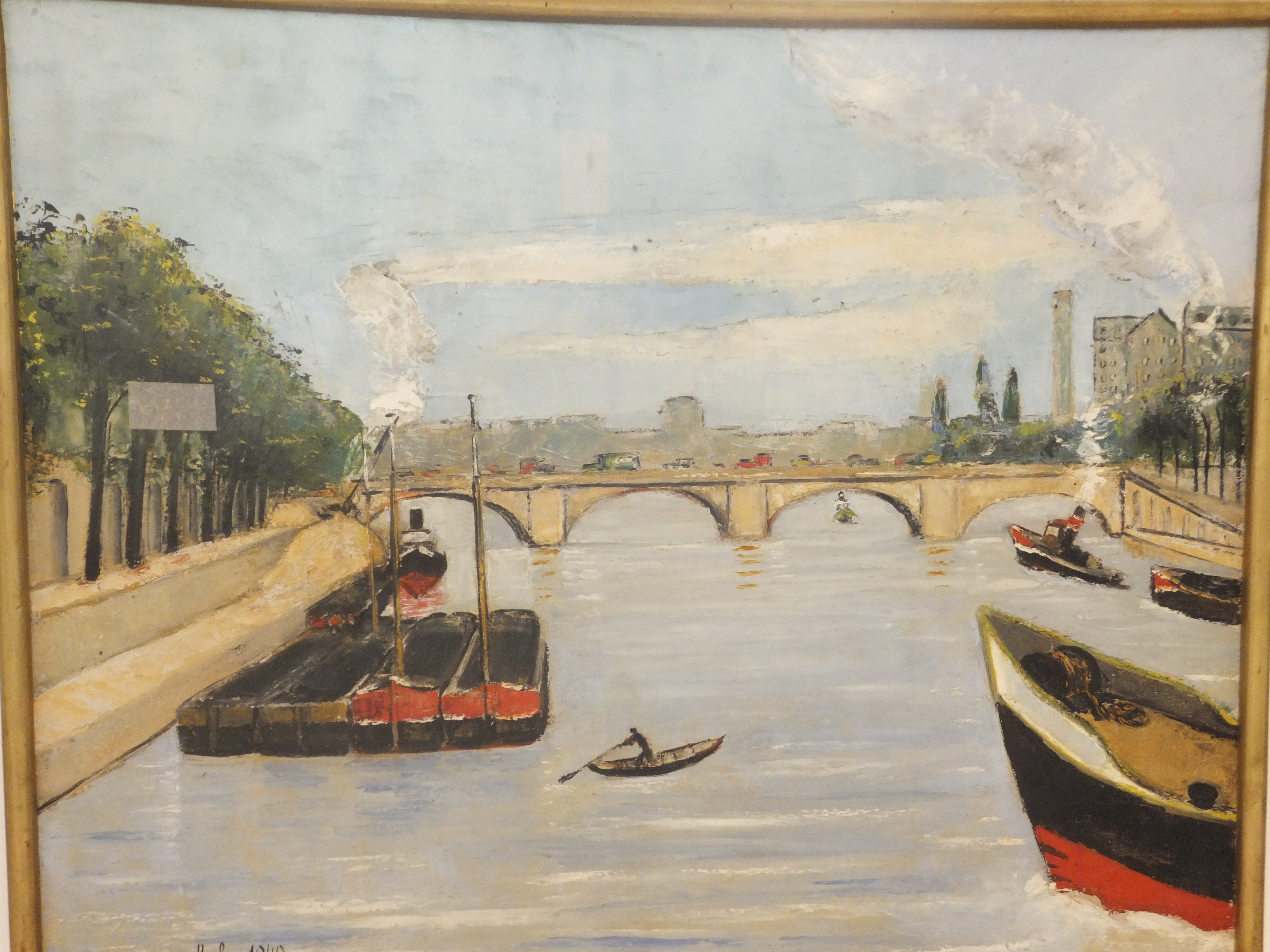
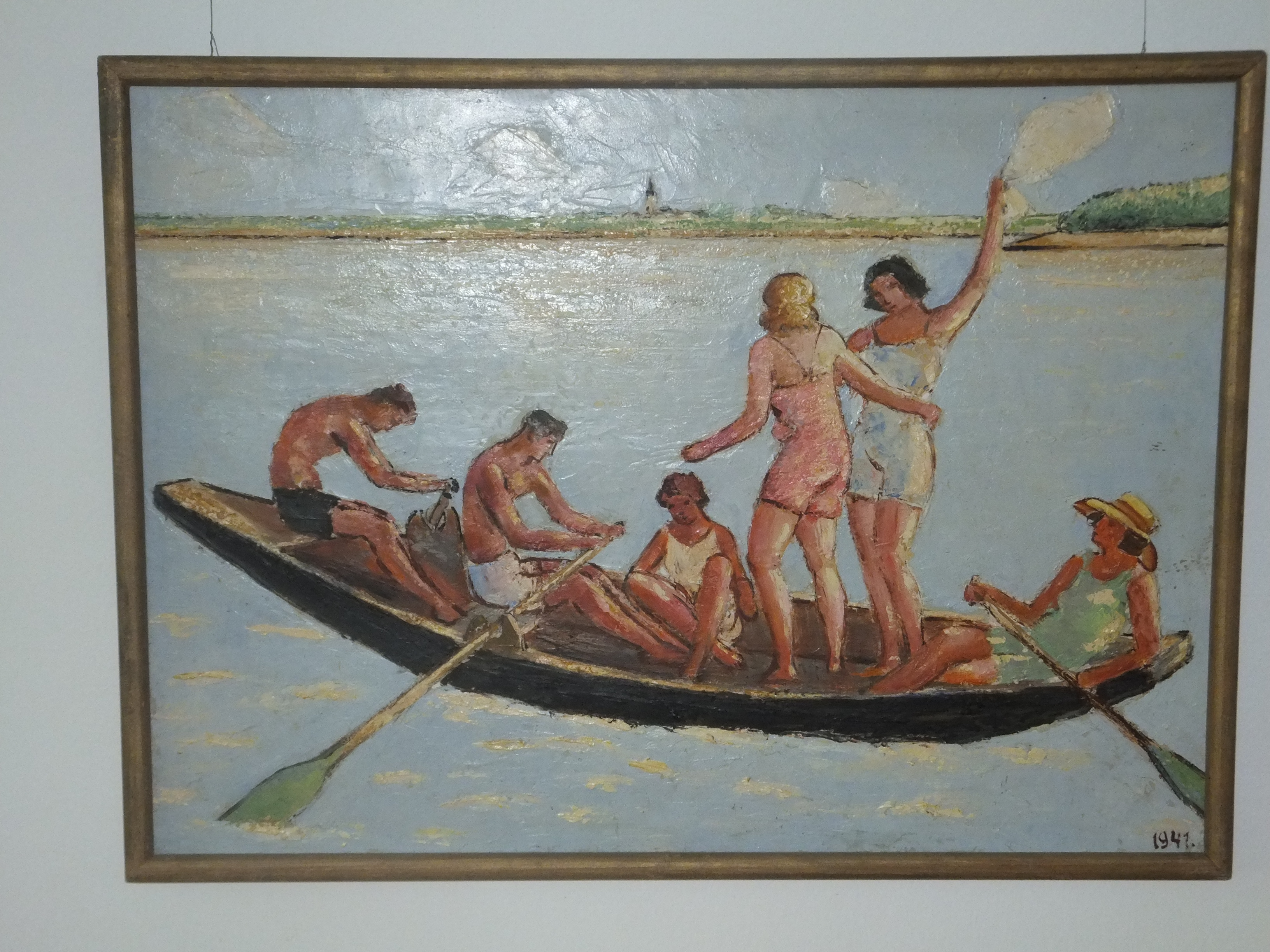
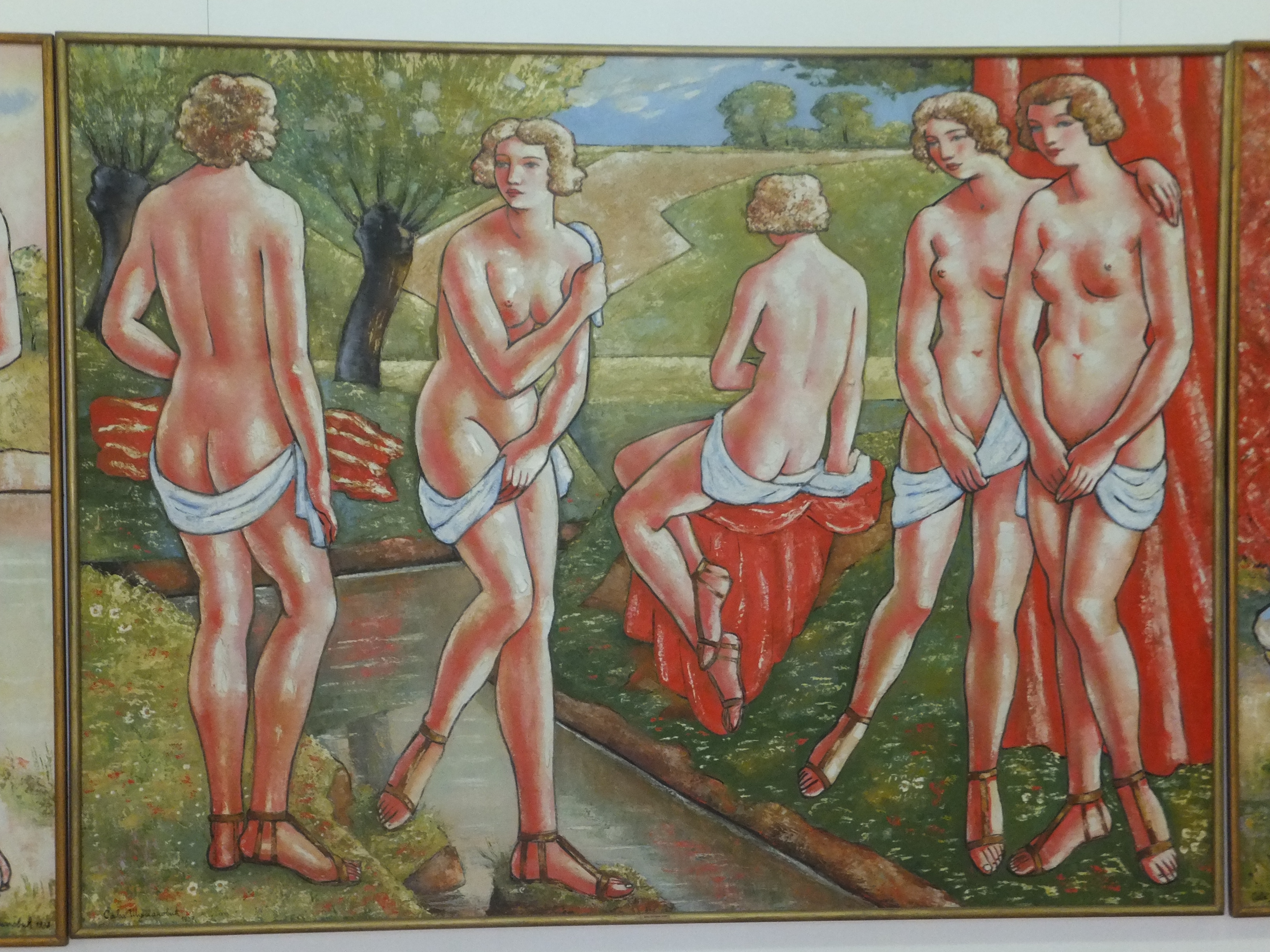
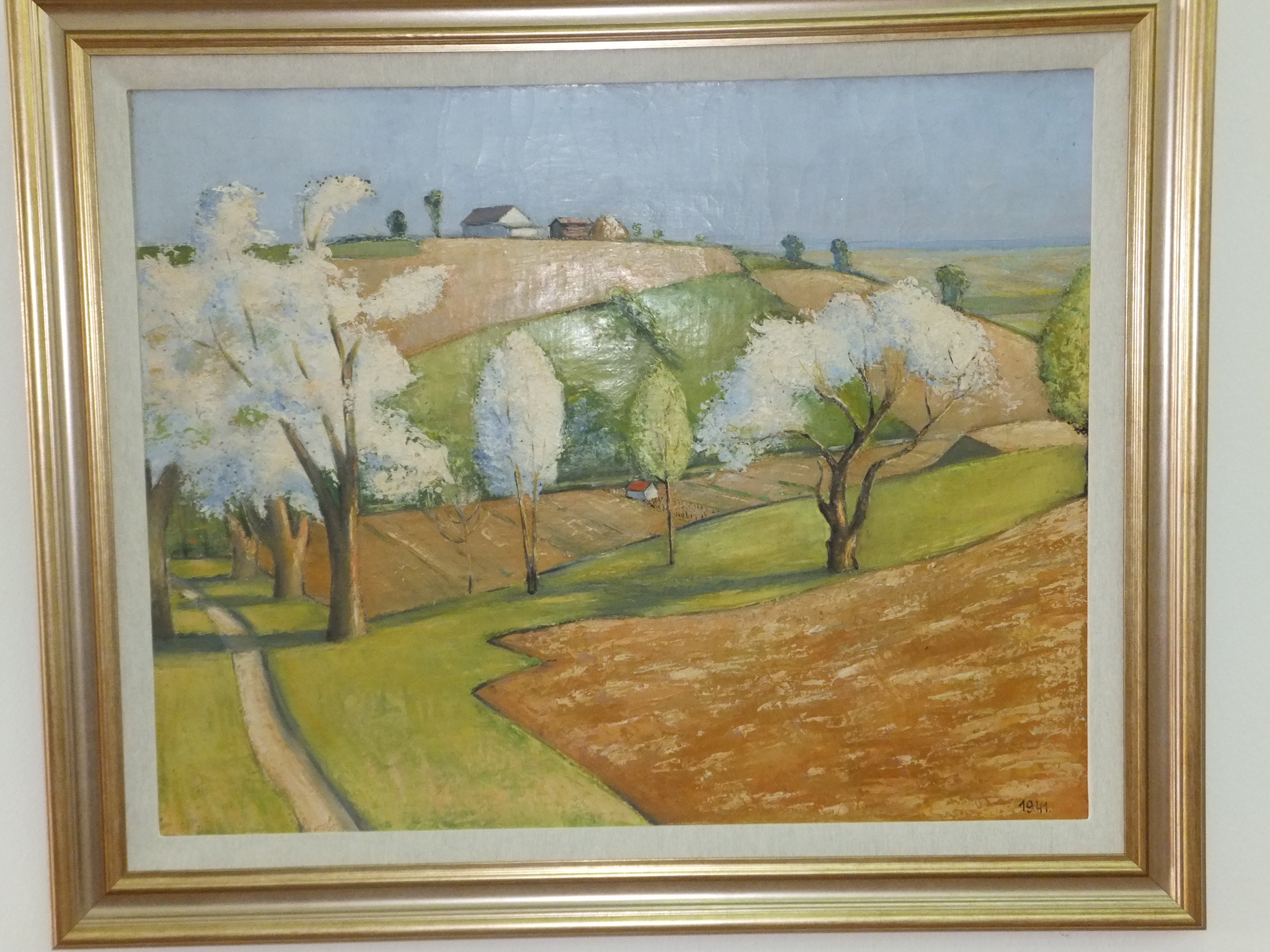
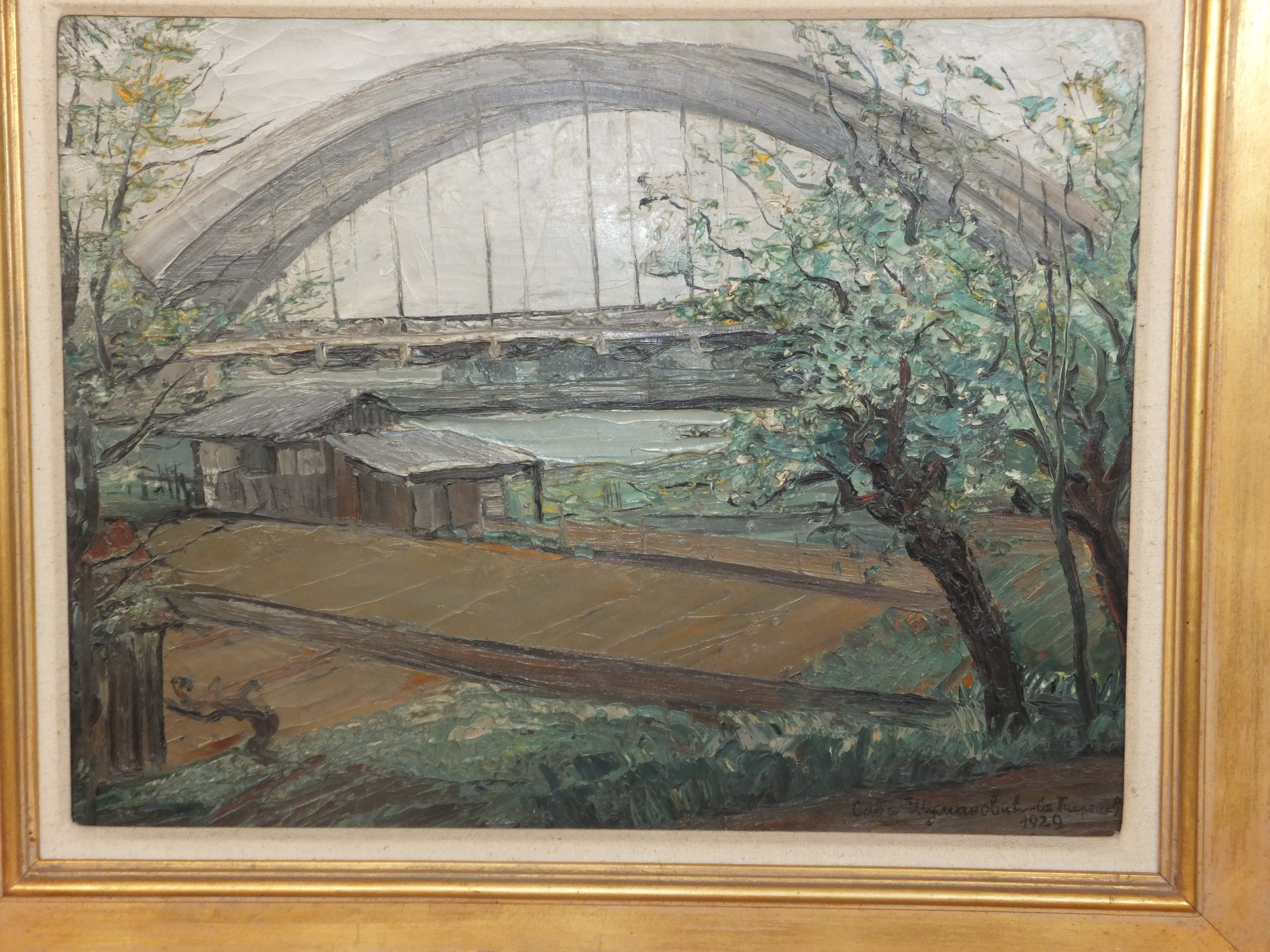
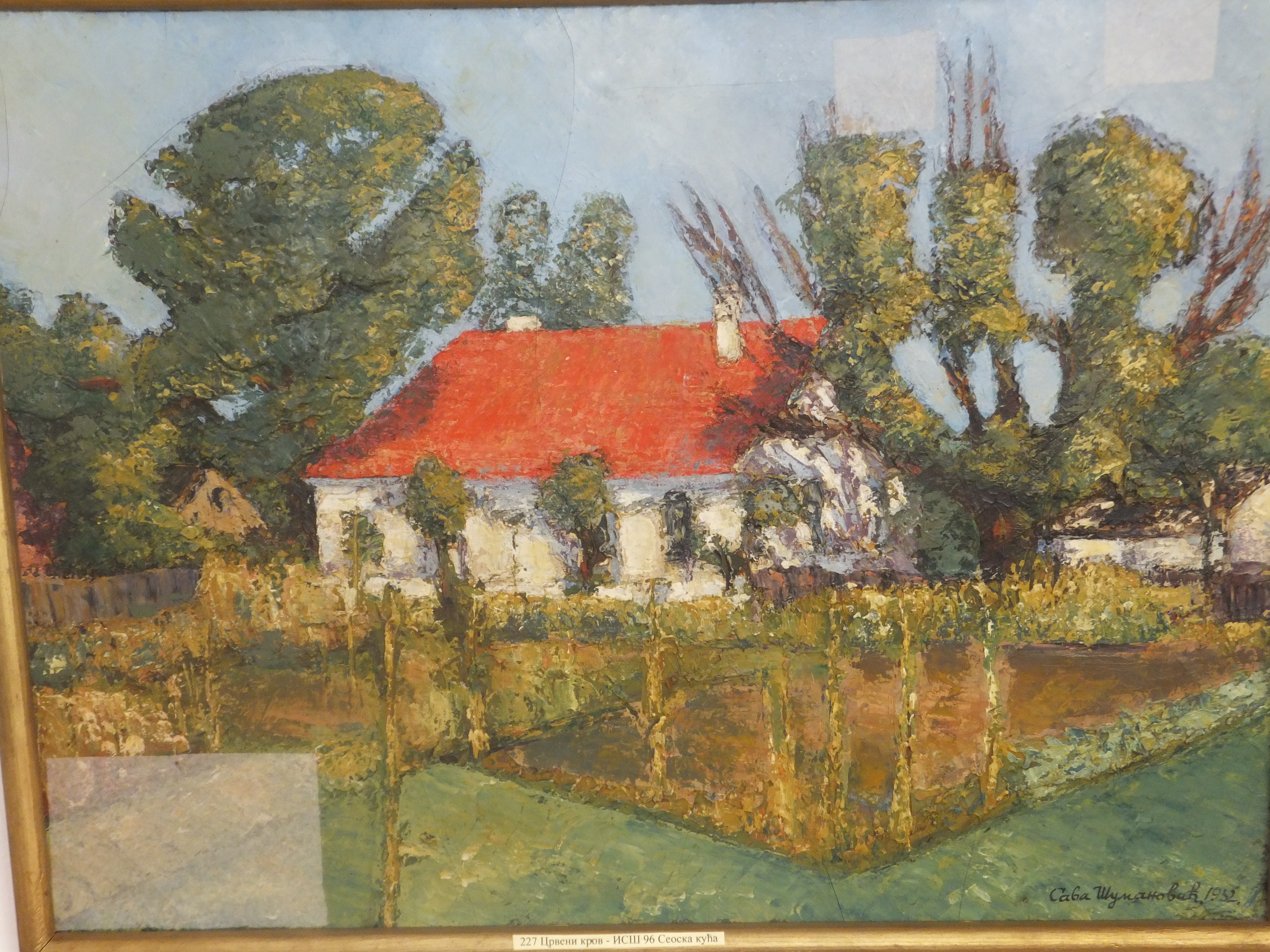

## Maison commémorative de Sava Šumanović
La galerie administre également la maison commémorative de Sava Šumanović à Šid.